# Bylakuppe
Bylakuppe is een locatie van twee nederzettingen voor Tibetaanse vluchtelingen in India: Lugsum Samdupling (opgericht in 1961) en Dickyi Larsoe (opgericht in 1969). Het ligt in het westen van het district Mysore. De dichtstbijzijnde stad is Kushalnagar in Kodagu in de staat Karnataka.
Bylakuppe bestaat uit een aantal landbouwvestigingen, kleine kampen en verschillende Tibetaanse kloosters, van alle belangrijke scholen in het Tibetaans boeddhisme. Er zijn onder andere onderwijsvestigingen van Sera en Tashilhunpo (beide gelugtraditie) en van Namdroling (nyingmatraditie).
Volgens demografisch onderzoek van de planningcommissie van de Tibetaanse regering in ballingschap bevond zich in beide nederzettingen bij elkaar een populatie van 10.727 inwoners in 1998.